# Новороссийская эвакуация
Новороссийская эвакуация или Новоросси́йская катастро́фа ВСЮР— эвакуация в марте 1920 года из Новороссийска Вооружённых сил юга России и гражданских беженцев. 

Эвакуация осуществлялась в обстановке паники, во время которой погибло и покончило с собой несколько сотен человек. Всего удалось вывезти около 33 тысяч человек. Красная армия захватила 22 000 пленных, несколько бронепоездов, тысячи лошадей и другие материальные средства. Из оставшихся бойцами и казаками Красной армии, перешедшими на сторону красных кубанскими казаками и зелёноармейцами были уничтожены тысячи офицеров, солдат, казаков Белой армии и гражданских лиц.

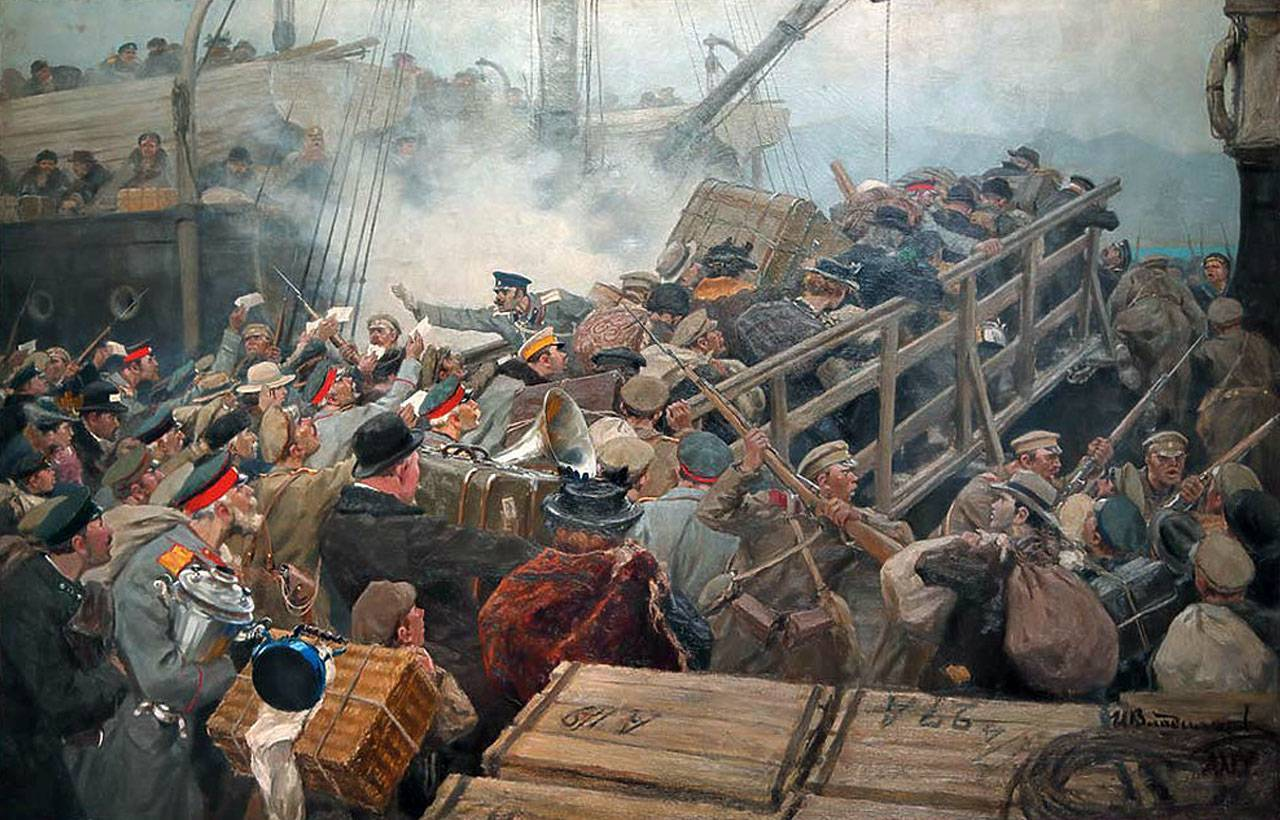
Владимиров И. А. Бегство буржуазии из Новороссийска. 1920 г.

## Предыстория
В ходе общих военных неудач и отступления войск ВСЮР зимой 1920 года авторитет главнокомандующего А. И. Деникина сильно упал. Звучали открытые голоса о передаче командования генералу П. Н. Врангелю. Войска ВСЮР Новороссии под командованием Н. Н. Шиллинга в ходе отступления оставили Одессу. Бездарно организованная, по свидетельству мемуаристов и историков, Одесская эвакуация 2-8 февраля 1920 года привела к потере личного состава, огромного количества военного имущества и припасов, которые достались РККА. Войска не попавшие на корабли, прорвались с боем, и в ходе Бредовского похода ушли с боями в Польшу. Черноморский флот ВСЮР испытывал сильные проблемы с углём и с транспортами, командующий вице-адмирал Д. В. Ненюков и начштаба контр-адмирал А. Д. Бубнов были уволены Деникиным за симпатии к Врангелю. Союзный Английский флот оказывал весьма ограниченную помощь. Единственным стабильным плацдармом белых на территории Европейской России оставался Крым, прочно удерживаемый относительно малыми силами Крымского корпуса ВСЮР под командованием генерала Я. А. Слащёва. Всё это было хорошо известно как командованию, так и войскам и обывателям, что подстёгивало панические настроения.
В Новороссийске в то время свирепствовала эпидемия тифа, что вызывало опасения и карантинные меры в портах прибытия. Ещё в январе от этого заболевания скончался бывший депутат Государственной думы В. М. Пуришкевич. Уже в марте тиф унес полковника Александра Блейша, который не успел вступить в командование Марковской дивизией.
25 февраля был потерян Туапсе. Этот портовый город захватили зеленоармейцы — повстанцы из числа нелояльного белым местного населения, а также уклонявшиеся от призыва и дезертиры из РККА и ВСЮР, недовольные принудительной мобилизацией.

## Хронология событий
К 11 марта 1920 года передовая проходила всего в 40-50 километрах от Новороссийска. Донская и Кубанская армии, к тому времени полностью дезорганизованные, отходили в большом беспорядке. Оборону держали только остатки Добровольческой армии, к тому моменту сведённые в Добровольческий корпус, но они с трудом сдерживали натиск РККА. Казаки не сумели пробиться на Тамань, и в результате многие из них оказались в Новороссийске с единственной целью — попасть на корабли. Всего группировка Вооруженных сил на Юге России в районе Новороссийска накануне эвакуации составляла 25 200 штыков и 26 700 сабель. Между тем пароходов не хватало. Часть из них запаздывала из-за штормовой погоды, часть не сумела вовремя прийти на помощь из-за карантина, установленного в иностранных портах (все суда, прибывавшие из России с очередной партией беженцев, подолгу держали в карантине из-за страшной эпидемии тифа, поэтому они не успевали сделать нужное количество рейсов).
Командование распорядилось о первоочередной погрузке раненых и больных военнослужащих, но на деле перевезти лазареты не представлялось возможным, так как не было транспорта. Более того, стекавшиеся в Новороссийск военные начали самовольно занимать пароходы, а чиновники больше заботились о вывозе имущества, которое можно было продать по окончании войны.
11 марта в Новороссийск из Константинополя прибыл главнокомандующий английскими войсками в регионе генерал Джордж Милн и командующий Средиземноморским флотом адмирал Э. Сеймур. Генералу Деникину было сообщено, что англичане смогут вывезти только 5000-6000 человек. Ночью английские военно-морские суда впервые открыли огонь по горам, окружавшим Новороссийск. Обстрел был спровоцирован тем, что зеленые ворвались в городскую тюрьму и освободили несколько сот арестованных, которые убежали с ними в горы.
13 марта появились первые признаки паники. 16 марта ликвидировано Южнорусское правительство. 17 марта произошло падение Екатеринодара куда немедленно вошли части 9-й советской армии.

22 марта около 22 часов Красная армия заняла станцию Абинскую и двинулась дальше в сторону Новороссийска. Дороги были забиты брошенными в непролазной грязи подводами, автомобилями, повозками и военной техникой. Пригодной для передвижения осталась только железная дорога — по ней и прошел штабной поезд Деникина в сопровождении бронепоездов. Вдоль этой же дороги двигались наступающие части С. М. Будённого, для быстроты передвижения оставившие позади тяжёлое вооружение и артиллерию. Белые войска планировалось перевезти в Крым. Каждому корпусу по плану выделялось по пароходу. Лошадей и артиллерию оставляли.

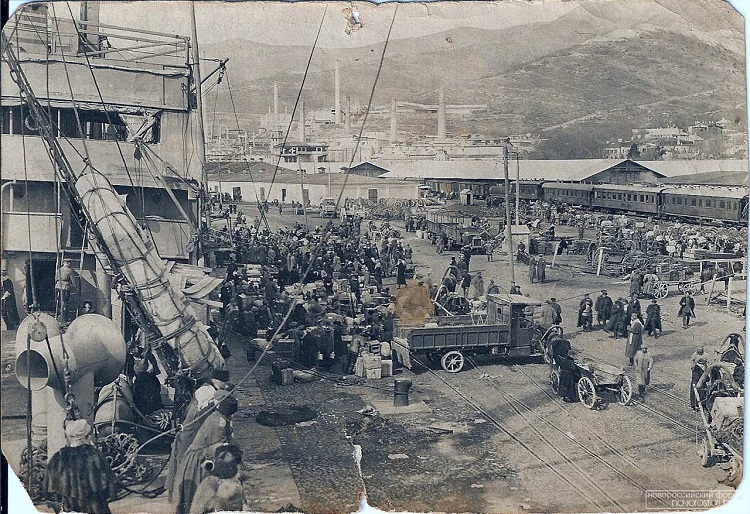
Погрузка на суда
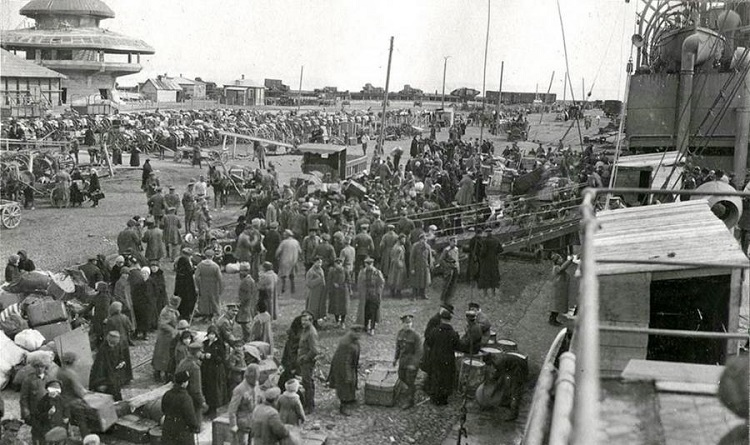
Погрузка на суда
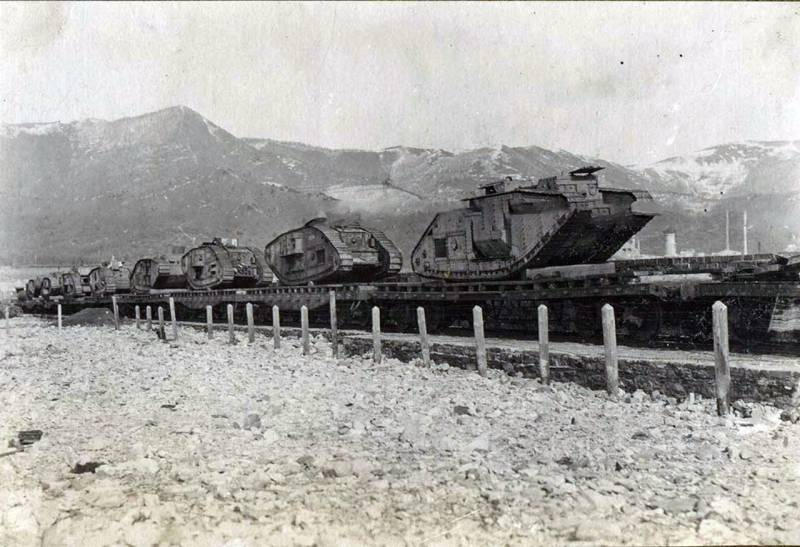
Брошенные танки английского производства
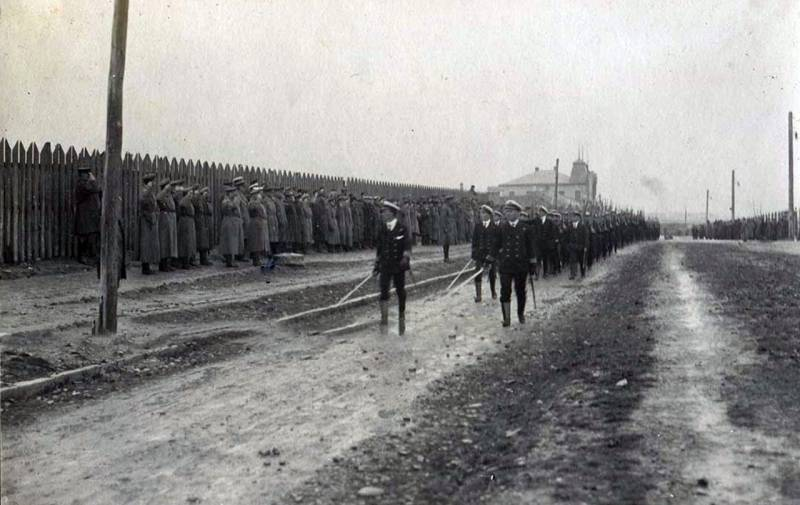
А. И. Деникин принимает парад моряков английской эскадры

25 марта 1920 года части Красной армии с помощью партизан оттеснили добровольцев от станции Тоннельной и через перевал вышли к пригородной станции Гайдук. Все железнодорожные пути на станции были забиты товарными и пассажирскими вагонами, что вынудило белогвардейцев бросить здесь три бронепоезда. Войска грузились спешно, набивая корабли сверх меры, так как людей было много, а кораблей — ограниченное количество.
В ночь на 26 марта в Новороссийске жгли склады, цистерны с нефтью и взрывали снаряды. Эвакуация велась под прикрытием корниловцев и дроздовцев и эскадры союзников под командованием адмирала Э. Сеймура, которая обстреливала горы, не давая красным приблизиться к городу.
Главнокомандующий А. И. Деникин находился в Новороссийске на цементном заводе под охраной англичан. Он писал в мемуарах: «Новороссийск, переполненный свыше всякой меры, ставший буквально непроезжим, залитый человеческими волнами, гудел, как разоренный улей. Шла борьба за „место на пароходе“ — борьба за спасение… Много человеческих драм разыгралось на стогнах города в эти страшные дни. Много звериного чувства вылилось наружу перед лицом нависшей опасности, когда обнаженные страсти заглушали совесть и человек человеку становился лютым ворогом».
На рассвете 26 марта в Цемесскую бухту вошёл итальянский транспорт «Барон Бек». Люди метались, не зная, где он причалит. Паника достигла апогея, когда толпа бросилась к трапу последнего судна.
Третий донской калмыцкий полк, сформированный из сальских казаков — донских калмыков, не принял предложение красных о капитуляции и вместе с 3-м Дроздовским полком прикрывал эвакуацию. 3-й Дроздовский полк, сначала забытый на берегу, был вывезен на миноносце «Пылком».

Больше повезло 80-му Зюнгарскому полку, состоявшему из сальских казаков — донских калмыков, ведшему арьергардные бои и прикрывавшему отход большой партии донских, кубанских и тёрских казаков в Адлер и их дальнейшую погрузку на суда. Большая часть донских, кубанских и тёрских полков, прижатая к берегу, приняла условия капитуляции и сдалась в плен частям Красной армии. 80-й Зюнгарский полк не принял условия капитуляции, не сложил оружие и в полном составе вместе с остатками донских частей был эвакуирован в Крым. В Крыму 80-й Зюнгарский полк в парадном строю прошёл перед новым главнокомандующим ВСЮР П. Н. Врангелем.

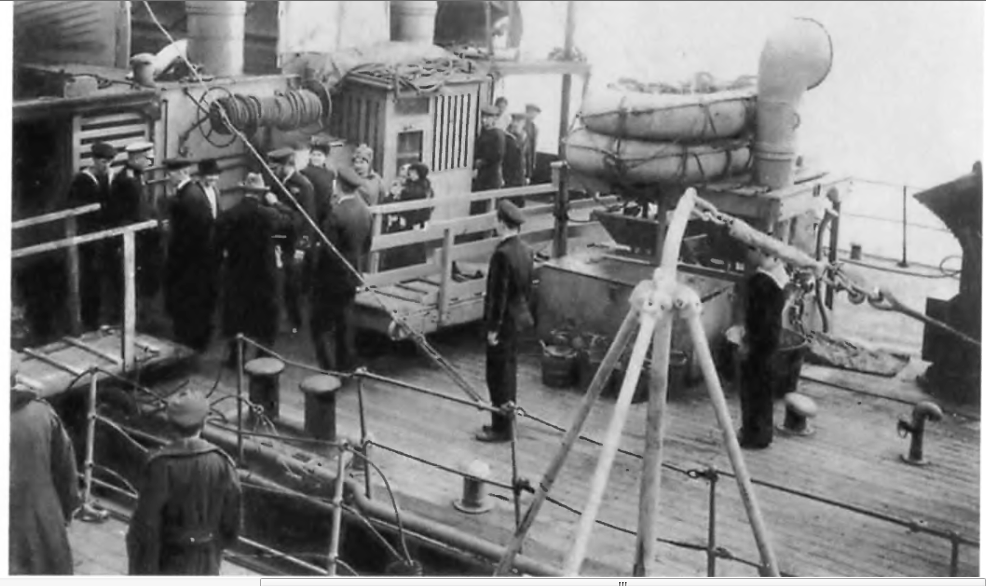
Генерал А. И. Деникин на борту посыльного судна (бывшего миноносца) "Капитан Сакен"
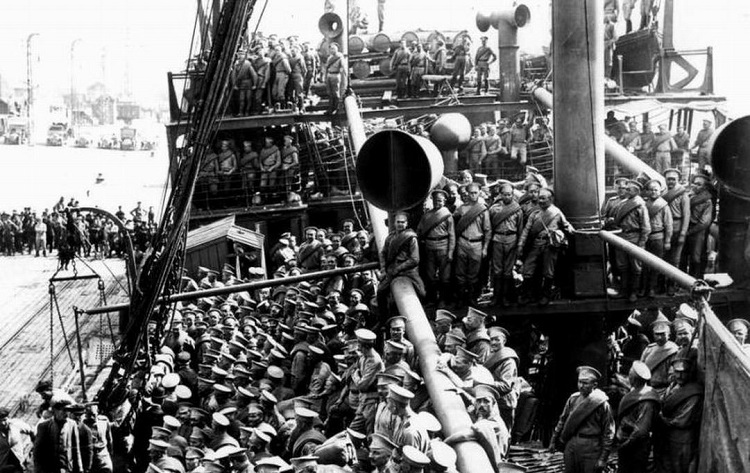
Войска на транспортах
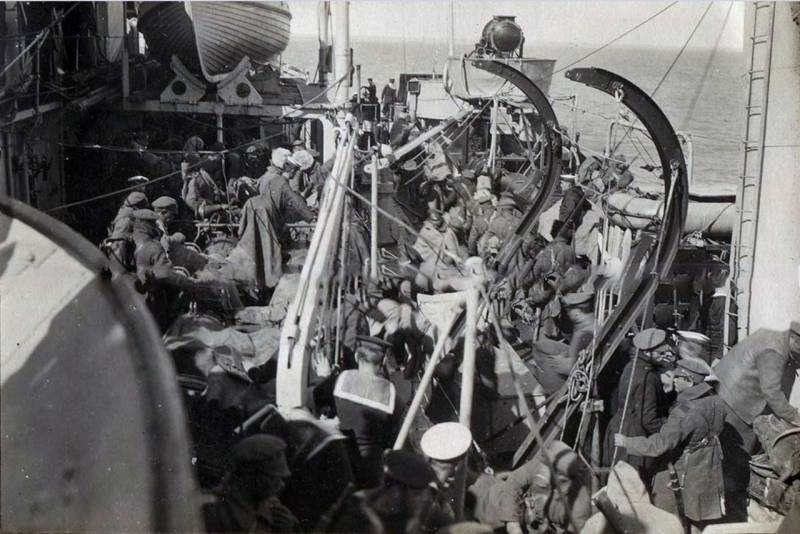
Войска на транспортах
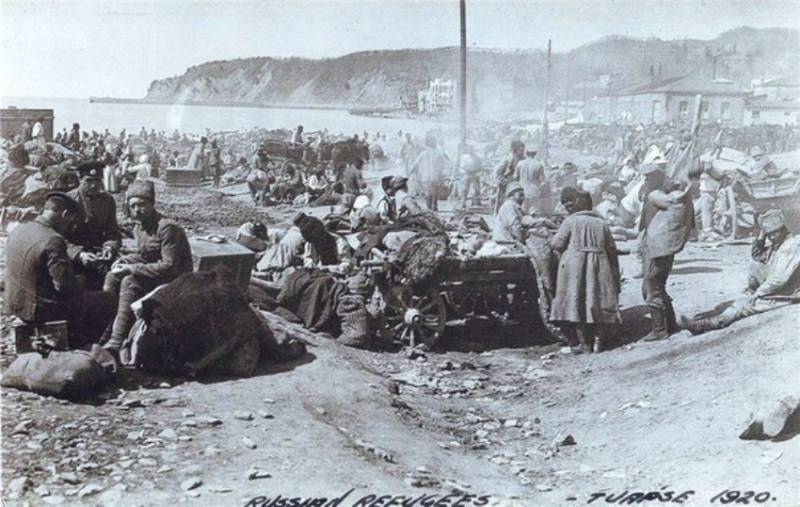
Беженцы из Новороссийска в Туапсе

Красные 14 (27) марта ворвались в Новороссийск. По оценке советских историков, Красная армия захватила 22000 пленных деникинцев, в основном казаков, превратившихся к тому времени в деморализованную толпу. Красной армии достались огромные табуны лошадей и много военной техники.
Во время эвакуации бытовала частушка, отмеченная мемуаристом :
Погрузили всех сестер.
Дали место санитарам, —
Офицеров, казаков
Побросали комиссарам.
Многие из брошенных на берегу казаков были мобилизованы в Красную армию, части которой вступали в Новороссийск, для отправки на Польский фронт. Сразу же вступили в переговоры по этому поводу с 21-й стрелковой дивизией красных казаки 7-го Донского полка «Молодой армии». 13 младших офицеров и 170 казаков этого полка были зачислены в Красную армию и сведены в два эскадрона во главе со своими же офицерами.
Генерал П. Н. Врангель в ноябре 1920 года смог учесть уроки Одесской и Новороссийской эвакуаций и Крымская эвакуация прошла намного более организованно.

## Должностные лица, занимавшиеся эвакуацией
- Командующий, генерал А. И. Деникин и начальник штаба И. П. Романовский (сами эвакуировались 14 (27) марта в числе последних на судне «Капитан Сакен»)[12]
- Последним комендантом Новороссийска (с февраля по март 1920 г.) был генерал-майор Корвин-Круковский, Алексей Владимирович.
- Комиссию по организации эвакуации возглавлял генерал А. П. Кутепов.
- С 20 марта вопросами эвакуации войск в Крым занимался начальник службы сообщений генерал-майор флота Ермаков, Мстислав Петрович.
- Начальником Черноморской губернии и управления Министерства внутренних дел Южно-Русского правительства был Н. С. Каринский[13].

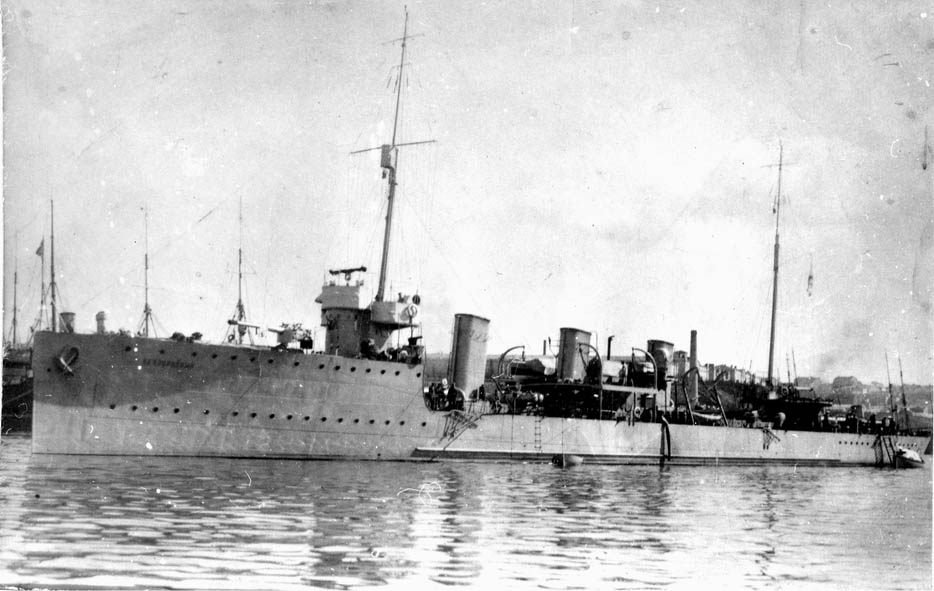
Миноносец «Беспокойный», Белый флот
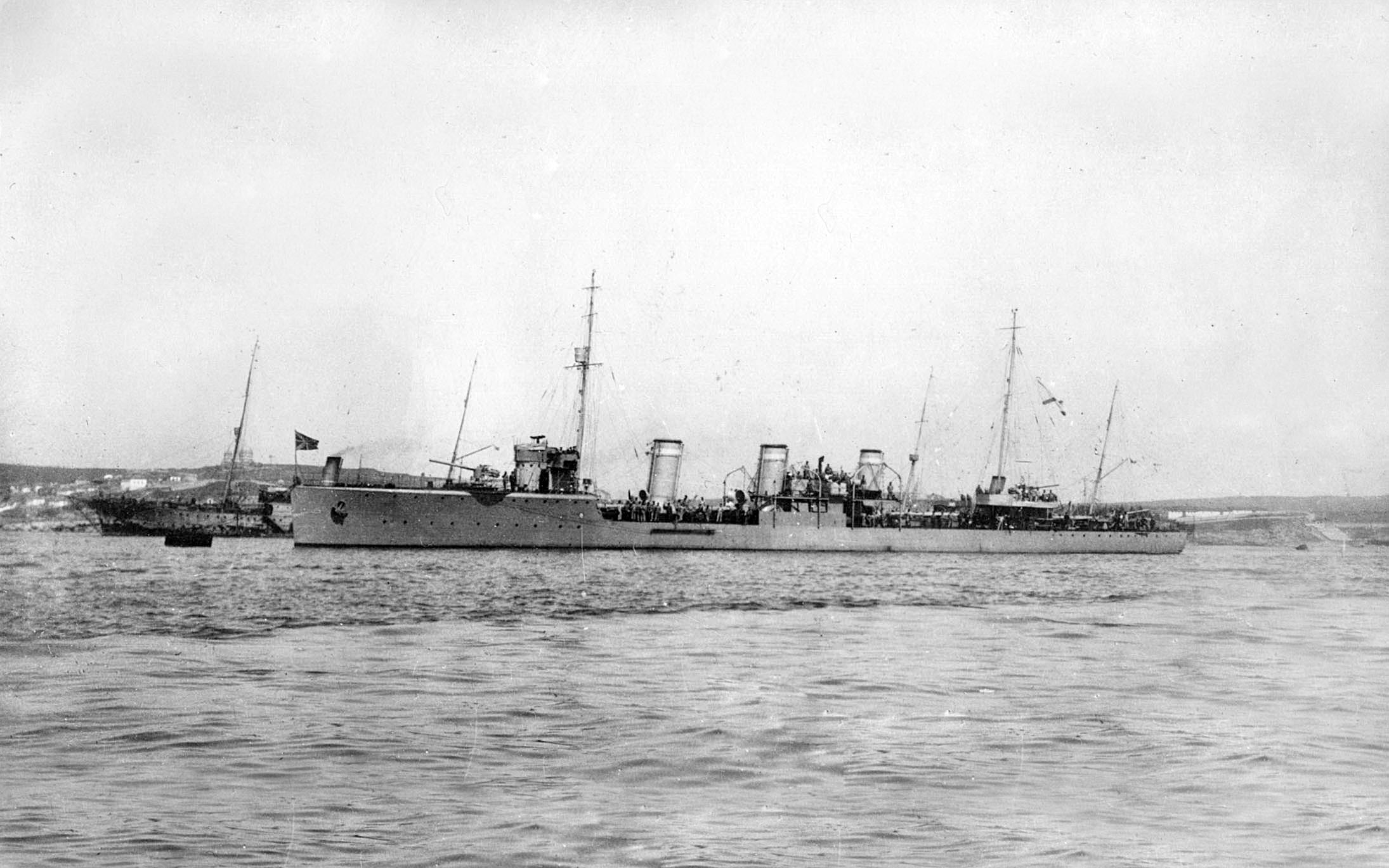
Миноносец «Пылкий», Белый флот
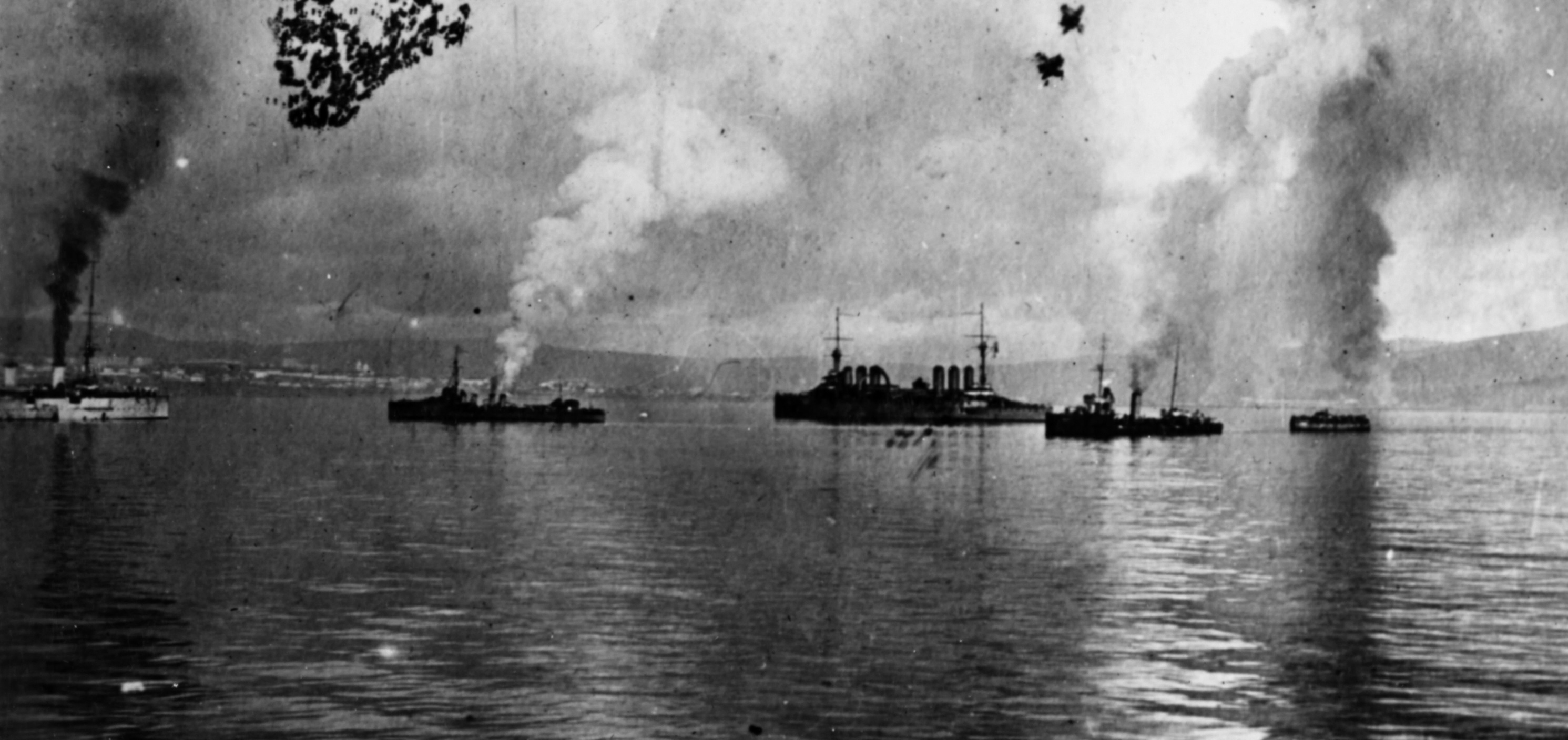
Крейсер Вальдек-Руссо, Франция (шеститрубный, в центре), крейсер «Этна», Италия (белая, слева) и русские миноносцы в порту Новороссийска.
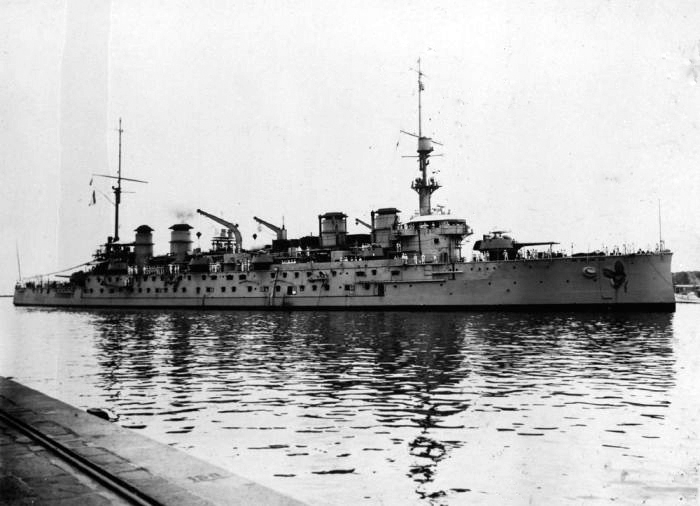
Броненосный крейсер «Жюль Мишле», Франция
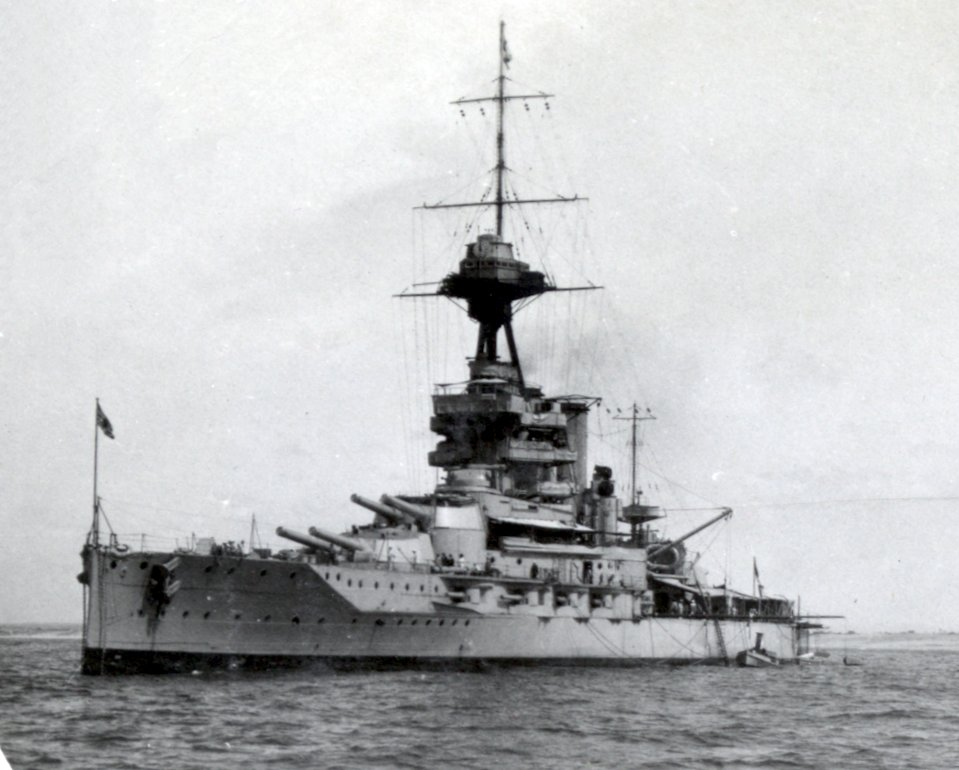
Линкор HMS Emperor of India, Англия
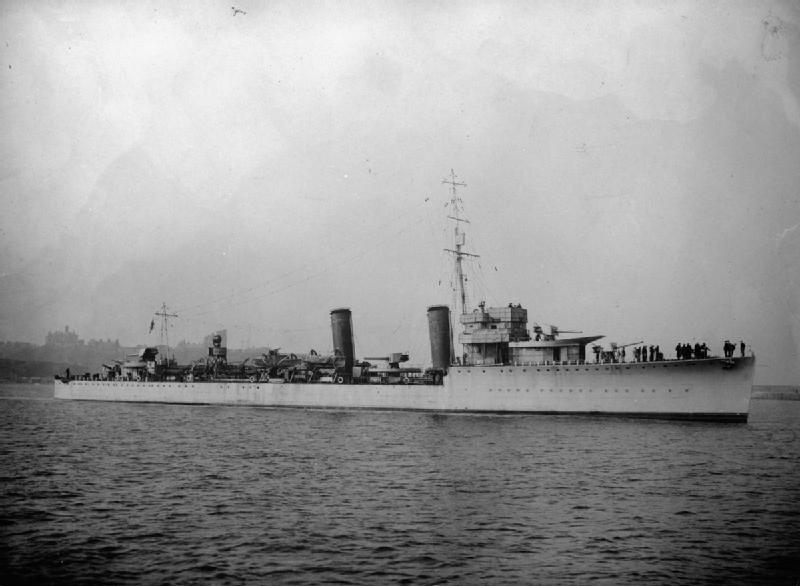
Лидер миноносцев HMS Montrose
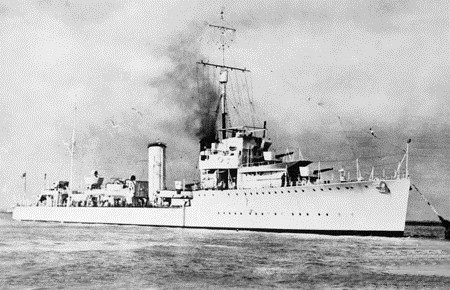
Лидер миноносцев HMAS Stuart, Англия
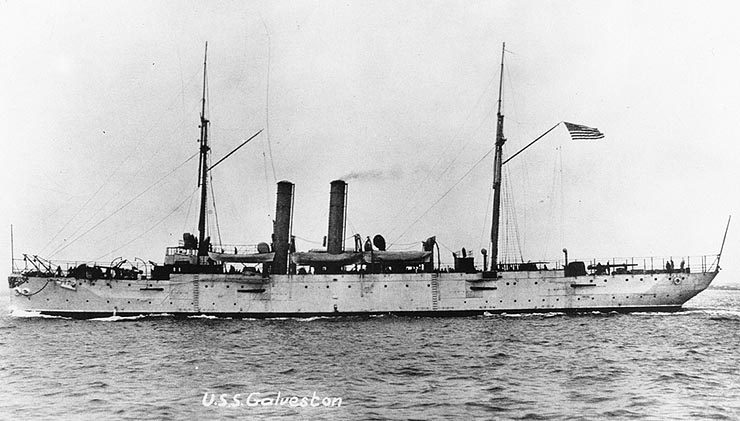
Крейсер USS Galveston, США
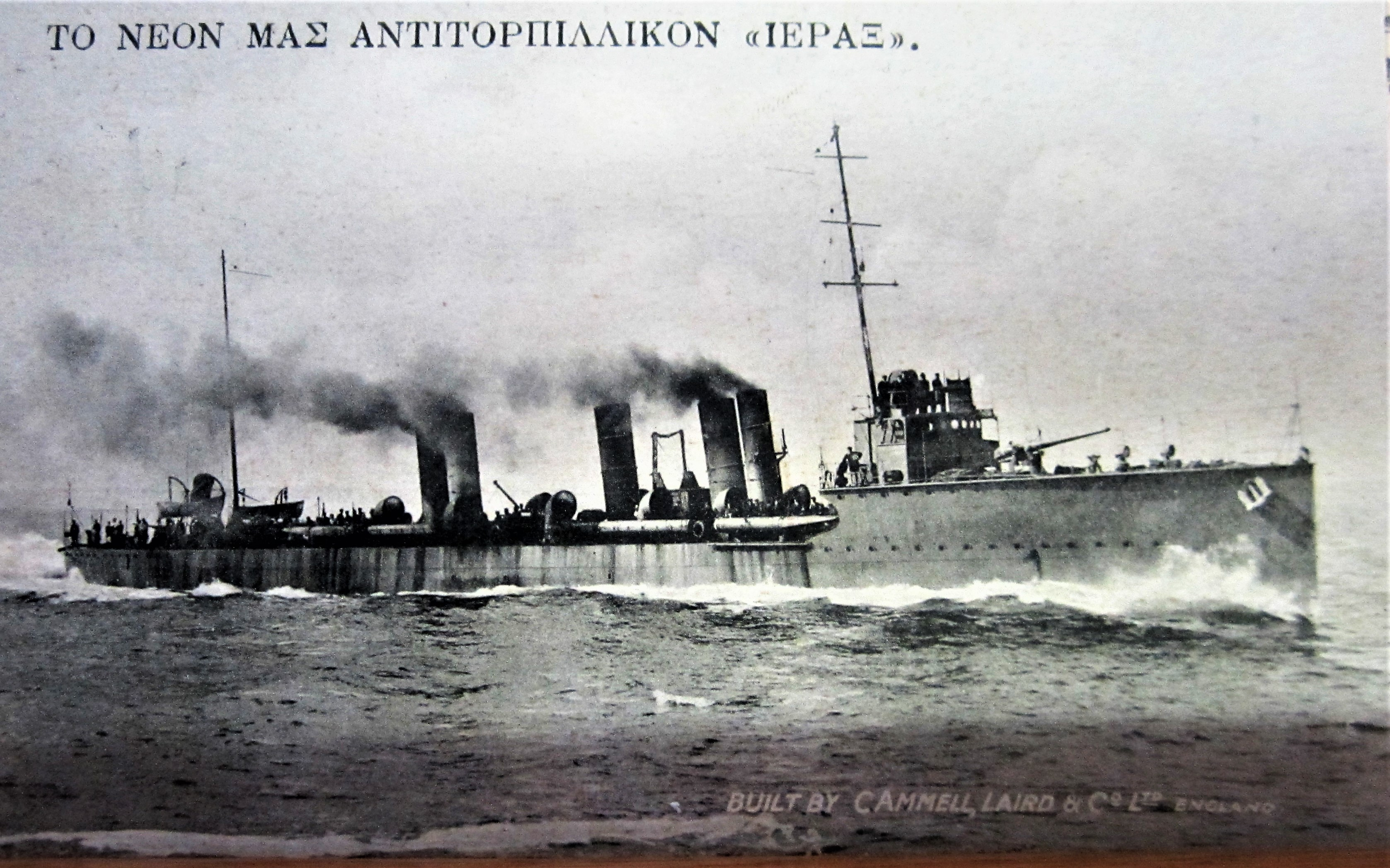
Миноносец «Иэракс», Греция

## Корабли и суда, участвующие в эвакуации

### Россия
- «Аю-даг» (вывез штаб генерала Кутепова)
- «Россия» (вывез 4000 донских казаков генерала Сидорина).
- «Дооб» (вывез части Кубанской армии)
- «Беспокойный»
- «Пылкий»
- «Капитан Сакен» (Деникина и штаб)
- посылочное судно «Летчик» (бывший Миноносец «Котка» (№ 256))
- вспомогательный крейсер «Цесаревич Георгий»[14]
- подводная лодка «Утка» (типа «Барс»)
- госпитальный транспорт «Херсон»
- «Виолетта»
- транспорт «Екатеринодар» (вывез части дроздовцев)

### Италия
- «Барон Бек» (Baron Beck)[15]
- крейсер «Этна»

### Великобритания
- линкор «Император Индии»
- «Ганновер» (Hannover) (был захвачен у немцев после Первой мировой войны).
- торговый пароход Bremerhaven (был захвачен у немцев после Первой мировой войны).
- крейсер «Калипсо»[англ.]
- авиатранспорт HMS Ark Royal (1914)
- лидеры эсминцев «Стюарт»[16]и «Монтроз» и 4 миноносца

### Франция
- броненосный крейсер «Жюль Мишле»
- броненосный крейсер «Вальдек-Руссо»
- эскадренный миноносец
- канонерская лодка

### Греция
- эскадренный миноносец «Иэракс»

### США
- миноносец
- крейсер «Гальвестон»

## Расправа с пленными
Вот типичные воспоминания о тех событиях:

Момент пленения нас большевиками не поддается описанию; некоторые тут же предпочитали покончить счёты с жизнью. Мне запомнился капитан Дроздовского полка, стоявший недалеко от меня с женой и двумя детьми трёх и пяти лет. Перекрестив и поцеловав их, он каждому из них стреляет в ухо, крестит жену, в слезах прощается с ней; и вот, застреленная, падает она, а последняя пуля в себя….

Дорога шла мимо лазарета. Раненые офицеры, на костылях, умоляли нас взять их с собой, не оставлять красным. Мы прошли молча, потупившись и отвернувшись. Нам было очень совестно, но мы и сами не были уверены, удастся ли нам сесть на пароходы.

Ночью мы — несколько человек из штаба бригады — разместились в стодоле. Среди ночи сюда привели двух казаков, ограбили их и тут же зверски убили. Мне приказали встать и идти за стодолу, где нас собралось до 20 человек. Отвели в сторону, выругали, приказали стоять на месте, а сами вскинули на руку ружьё, дали залп — один, другой. Все попадали, в том числе и я.

### Художественная литература
- Барякина Э. В. Аргентинец — М: Рипол-классик. — 2011 г. — ISBN 978-5-386-03723-9